# 糰子 (日本)

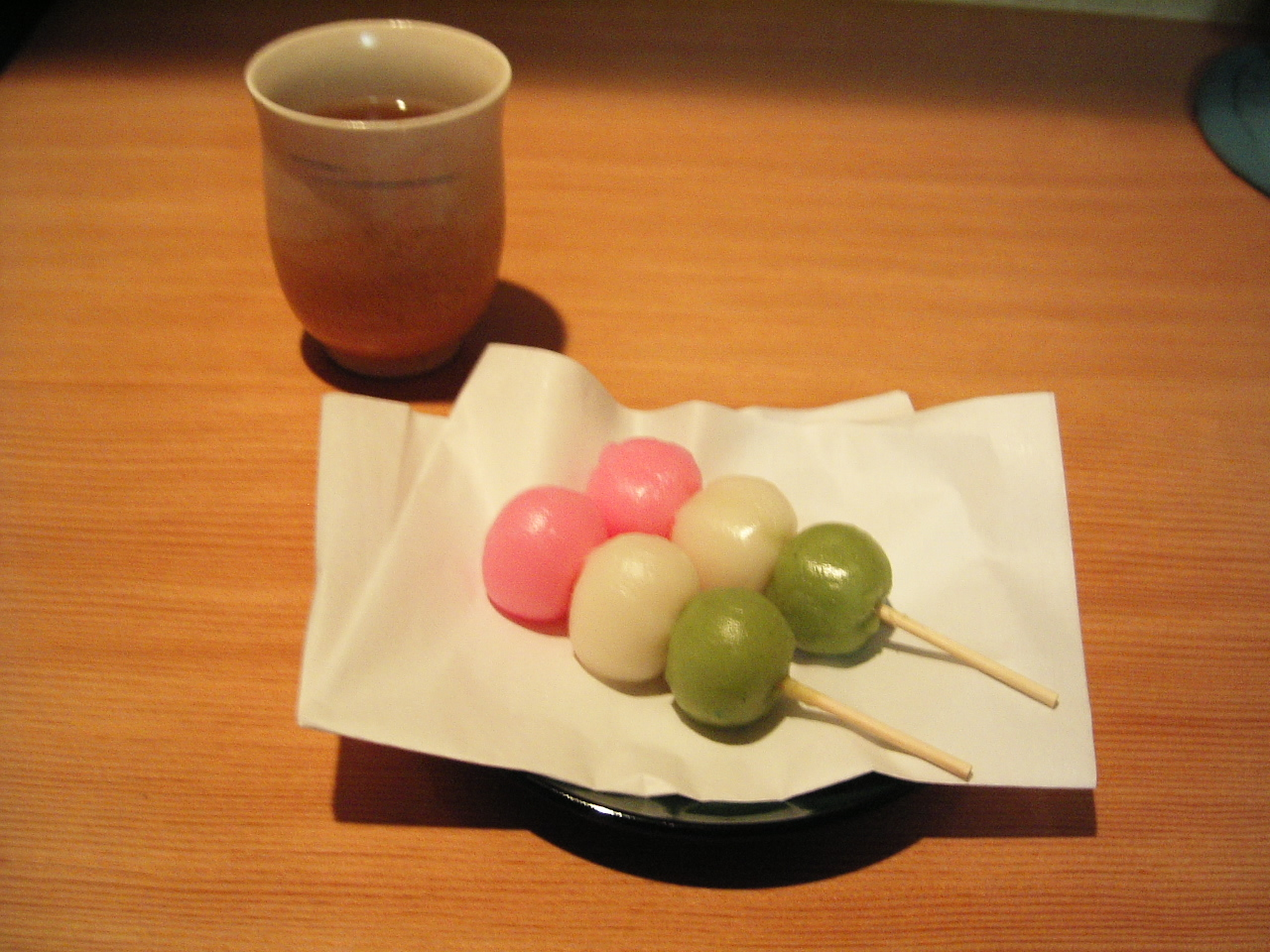
花見糰子

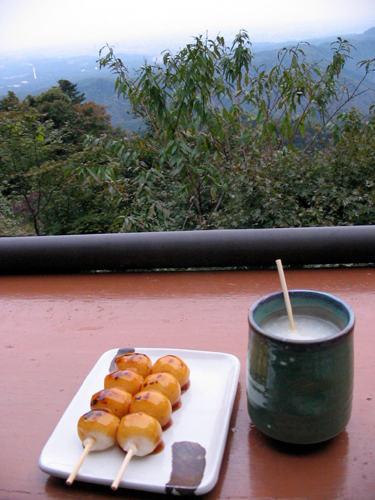
甜鹹糰子

糰子（だんご），又稱糰子串、烤糰子，是和菓子的一種。是藉由搓半濕的糯米粉製成，日式糰子完全沒有餡料，用開水煮熟撈出，食用時會裹上豆粉、醬油、黑芝麻、白糖或花生粉等，在日各地都有其特色糰子。
日式糰子的製法介於元宵和湯圓之間，在加入日本的民族特色之後，便形成了今日的糰子。

## 糰子的作法
將米磨成粉末（一般使用糯米）後，加上開水揉捏成小團狀蒸熟即成，類似年糕。通常是三到五個串在長竹籤上。可以根據地方產物或特性的不同使用麵粉或黍子等的穀物粉作材料。

## 糰子的質地
糰子剛做好時是軟的，但時間一久就會變硬。要預防糰子變硬，可以加入砂糖混合，使糰子保持彈性。另外也有人加入山芋，口感更好。

## 糰子的主要變化與吃法
- 包餡：在糰子裡包紅豆沙餡。
- 淋醬：以醬油，糖，澱粉和水，煮成鹹甜的佐料，淋在糰子上。
- 裹粉：裹上豆粉與砂糖。
- 用海藻包上了磯部，加上點了醬油的糰子吃。
- 加入磨碎的毛豆和糖，成為甜甜的綠色糰子。
- 可以放入年糕小豆湯和什錦甜涼粉一起吃。

## 其他種類的糰子
- 花見糰子：以櫻花花瓣與艾草等植物改變糰子顏色，通常為紅綠白三色組合。於花見（觀賞櫻花）的時候吃。
- 月見糰子：農曆八月十五中秋節（十五夜）賞月的時候吃。
- 蓬糰子：磨碎的的糰子，加上黃豆麵和糖一起吃。
- 白玉糰子：糯米粉製作的糰子。
- 吉備糰子（黍子麵糰子）：以黍子為材料，傳說是桃太郎的祖母製作的。
- 羽二重糰子：用製作者羽二重命名的糰子。
- 馬鈴薯團子：使用馬鈴薯與太白粉製成的一種點心，通常會用火爐來烤，在北海道一帶較盛行。